# 奥布卢奇耶
奥布卢奇耶是俄罗斯犹太自治州的一座城市。位于犹太自治州首府比罗比詹以西159公里处。人口11,069人（2002年人口普查）；12,016人（1989年人口普查）。西伯利亚大铁路穿过该市。